# Julen Aguinagalde

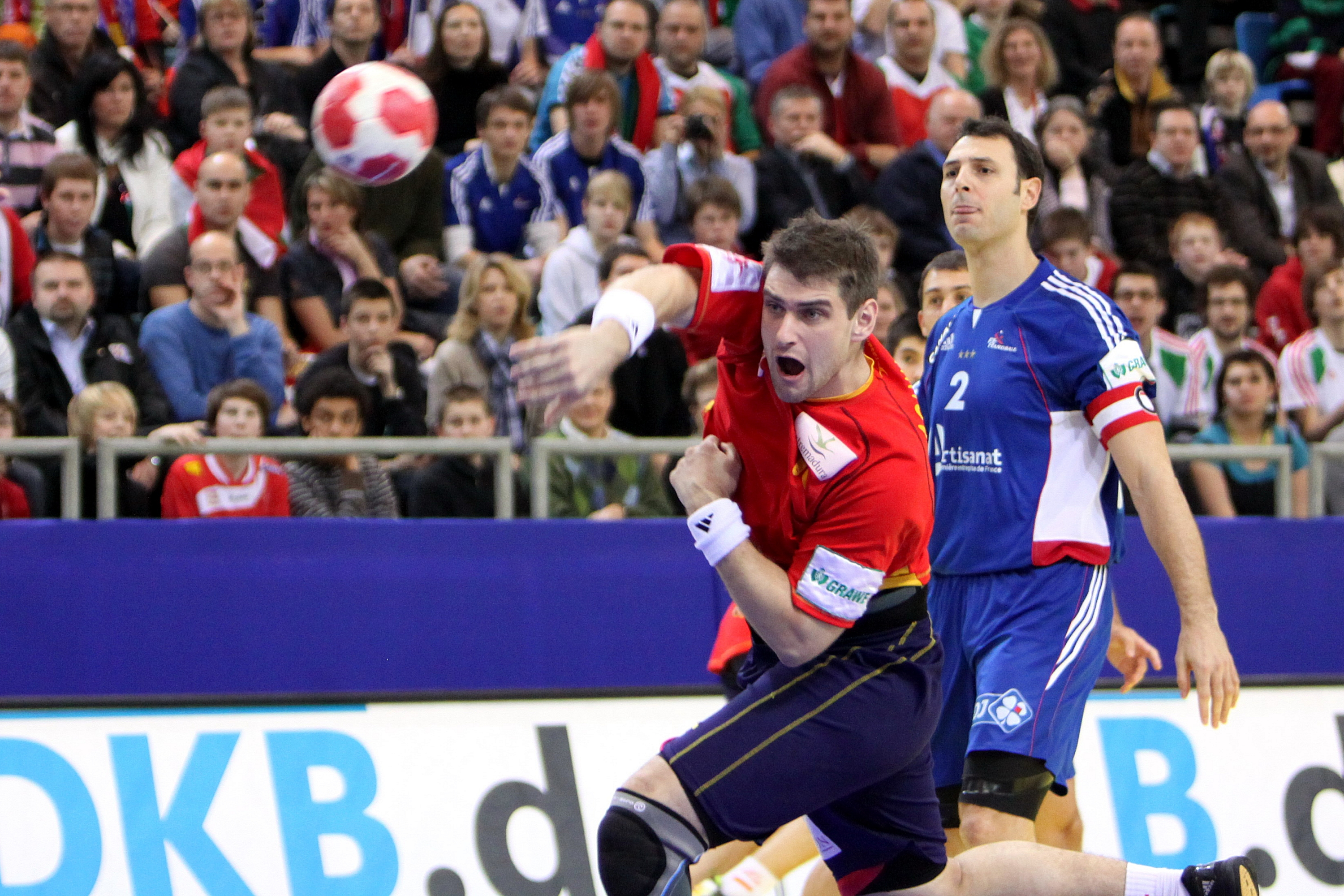
Julen Aguinagalde skjuter ett skott, med fransmannen Jérôme Fernandez i bakgrunden, vid EM 2010.

Julen Aguinagalde Akuizu, född 8 december 1982 i Irún, är en spansk handbollsspelare (mittsexa).

## Klubbkarriär
Julen Aguinagalde började spela handboll i sin hemstad Irún. Han debuterade 1999 för den lokala klubben Bidasoa Irún i den spanska högstaligan ASOBAL. Aguinagalde spelade för klubben i sju år utan större framgångar. 2006 skrev han på ett kontrakt med spanska toppklubben Ademar León. Med denna klubb fick han 2007 spela finalen i Cupvinnarcupen i handboll, men förlorade mot tyska HSV Hamburg. Säsongen 2008-2009 vann han Copa ASOBAL med León innan han flyttade till ligarivalerna BM Ciudad Real sommaren 2009, med vilken han vann spanska mästerskapet 2010 och spanska cupen 2011. 2012 flyttade han till nästa klubb Atlético Madrid. Sommaren 2013 flyttade han till den polska KS Kielce, med vilken han vann polska mästerskapet 2014, 2015, 2016, 2017, 2018, 2019 och 2020, polska cupen 2014, 2015, 2016, 2017, 2018 och 2019 samt EHF Champions League 2016. Sommaren 2020 återvände han till Bidasoa Irún i hemstaden.

## Landslagskarriär
Julen Aguinagalde har spelat 191 landskamper för det spanska landslaget och gjort 463 mål. Vid handbolls-EM i Norge 2008 ersatte han skadade Rolando Uríos, men Spanien slogs ut efter huvudrundan. Vid handbolls-VM 2011 blev han bronsmedaljör med det spanska laget, vid EM 2012 kom Spanien på fjärde plats. Vid OS i London 2012 förlorade Spanien i kvartsfinalen mot vinnarna från Frankrike, men Aguinagalde blev uttagen till All Star-laget. Aguinagalde största framgång  är  världsmästartiteln med det spanska laget på hemmabana 2013, efter en finalseger på 35-19 mot Danmark. I VM 2013 tillhörde han åter All Star-laget. Vid EM 2014 slutade han trea med Spanien och valdes för tredje gången in i All Star-laget som den bästa mittsexan. 2018 och 2020 blev han europamästare med Spanien. Han spelade i herrarnas turnering i handboll vid olympiska sommarspelen 2020 och vann en bronsmedalj efter seger i bronsmatchen mot Egypten.

## Meriter i klubblag
- Spansk mästare 2011 med BM Ciudad Real
- Spansk cupsegrare (Copa del Rey) 2011 med BM Ciudad Real
- Polsk mästare 2014, 2015, 2016, 2017, 2018, 2019, 2020 med KS Kielce
- Polsk cupvinnare 2014, 2015, 2016, 2017, 2018, 2019 med KS Kielce
- Vinnare EHF Champions League 2016 med KS Kielce